# Forchach

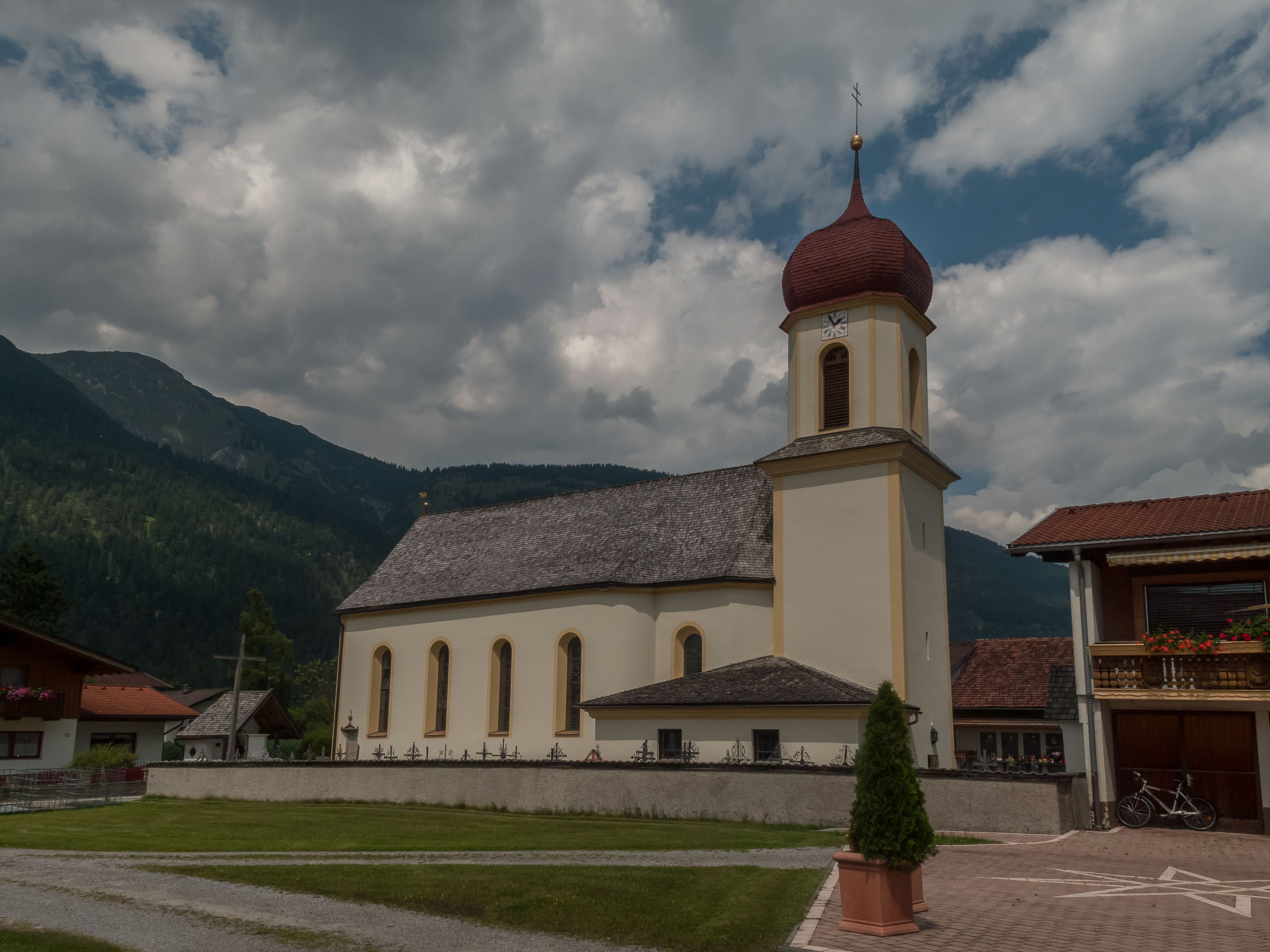
Forchach, kerk: katholische Filialkirche Expositurkirche heilige Sebastian

Forchach is een gemeente in het district Reutte in de Oostenrijkse deelstaat Tirol.
Forchach ligt in het Lechtal, ten zuidoosten van de Lech. Het gemeentegebied verloopt ongeveer langs deze Lech (de bedding van deze rivier wijzigt zich van tijd tot tijd, waardoor de gemeentegrens niet precies ter hoogte van de rivier valt) tot aan de 2227 meter hoge Schwarzhanskarspitze in de Lechtaler Alpen.
Forchach werd in 1200 reeds in een oorkonde vermeld als Vorhach. De gemeente leeft van de landbouw, het toerisme en voor slechts een klein deel van de industrie.
Bach · Berwang · Biberwier · Bichlbach · Breitenwang · Ehenbichl · Ehrwald · Elbigenalp · Elmen · Forchach · Grän · Gramais · Häselgehr · Heiterwang · Hinterhornbach · Höfen · Holzgau · Jungholz · Kaisers · Lechaschau · Lermoos · Musau · Namlos · Nesselwängle · Pfafflar · Pflach · Pinswang · Reutte · Schattwald · Stanzach · Steeg · Tannheim · Vils · Vorderhornbach · Wängle · Weißenbach am Lech · Zöblen